# طارق عثمان
طارق أحمد عثمان (1946 - 31 مايو 2004)  كاتب دراما وسيناريست فلسطيني من قرية كفل حارس شمال سلفيت.
في ثمانينيات القرن الماضي، بث التلفزيون الكويتي«خالتي قماشة»، وهو واحد من أشهر المسلسلات الكوميدية الاجتماعية التي بقيت راسخة في عقل كل من شاهده إلى اليوم، شارك فيه كوكبة من النجوم اللامعين في ساحة الفن الكويتي، وكتبه المبدع طارق عثمان.

## حياته
رافق جده وعمه إلى الكويت منذ صغره، أنهى فيها دراسته الثانوية، ثم سافر إلى مصر لدراسة الهندسة، وفي بداية السبعينيات عاد إلى الكويت مهندسا برفقة زوجته وابنته.
عمل في كلية العلوم والتكنولوجيا بجامعة الكويت، وقام بإدارة شركة استيراد وتصدير وبيع للأجهزة الكهربائية وأجهزة الكمبيوتر، حيث لم تبعده هذه الأعمال عن هوايته الأدبية التي عاشت معه منذ أيام طفولته المبكرة، فبالإضافة لكتابة الشعر والأغاني باللغة الفصيحة واللهجة المصرية، فقد اتجه إلى كتابة الدراما التلفزيونية، ومنذ عام 1975 كتب ما يزيد عن مئة مسلسل تلفزيوني كوميدي، وتاريخي، ورومانسي، بقيت خالدة حتى اليوم، بالإضافة إلى عدة أعمال أخرى كتبها للإذاعة والمسرح. أصبح أحد أبرز الأسماء في ميدان الدراما الكويتية والخليجية. يعود إليه بعض الفضل في تطوير هذه الدراما ونشرها عربيا، من خلال المسلسلات الكثيرة التي تحمل اسمه وتوقيعه ككاتب متميز.
كان «الدكتور» هو أول مسلسلاته التلفزيونية، وتوفي قبل الانتهاء من كتابة «عمارة الأسرار»، كما كتب إلى أبي وأمي مع التحية، وخالتي قماشة، وعلى الدنيا السلام، وخرج ولم يعد، والأسوار، وعاد ولكن، والغرباء الذي يعتبر أول مسلسل كويتي تاريخي من 30 حلقة متتالية، من بطولة غانم الصالح وميعاد.
كما كتب أيضا: وأنا حر، وعمارة الأسرار، وكشف حساب، ومسافر بلا هوية، ورحلة العجائب، وبيت الأوهام وهو من أوائل الأعمال التي صورت أغلب مشاهدها خارج الاستديو عام 1986، من بطولة سعاد عبد الله وحياة الفهد.
ذكرت شبكة الدراما والمسرح الكويتية الخليجية، أن عثمان ساهم في إبراز العديد من النجوم في الخليج من خلال ملامسته الواقع الاجتماعي الخليجي بشكل مباشر في العديد من أعماله حيث ترك إرثا جميلا، وفنا راقيا، قدم في بدايته أربع سباعيات، وجند فرقة مسرحية خصيصا لإنجاز هذا العمل الذي سمي بـ«ارفعوا الستار»، وقد شارك في العديد من الأعمال التي كتبها، وكان ممن خدموا الفن الكويتي والساحة الفنية الكويتية بشكل خاص، والخليجية بشكل عام وتزخر مكتبة التلفزيون بأعماله.

## وفاته
غادر طارق عثمان مع أسرته إلى مصر بعد الاجتياح العراقي للكويت، في آب 1990، وأصيب بمرض وتوفي في إحدى مستشفيات مصر عام 2004، ودفن فيها.

## أعماله

### المسلسلات
1. خالتي قماشة.
2. خرج ولم يعد.
3. إلى أبي وأمي مع التحية.
4. على الدنيا السلام.
5. الأسوار.
6. إليكم مع التحية
7. العائلة.
8. الغرباء.
9. مدينة الرياح.
10. زارع الشر.
11. عاد ولكن.
12. الملقوفة.
13. الوريث
14. الاختيار.
15. الصحيح ما يطيح.
16. المؤذي.
17. السر في بير.
18. أم الدكتور.
19. أحلام نيران.
20. عودة الغائب.
21. ناس وناس.
22. عمارة الأسرار.
23. متاعب مناوش.
24. عليك سعيد ومبارك
25. الدعوة عامة.
26. رحلة العجائب.
27. الدعوة عامة .
28. أحلام نيران .
29. الصحيح ما يطيح .
30. الاسوار .
31. بيت الاوهام .
32. ازعاج .
33. مسافر بلا هوية .
34. كشف حساب .
35. أنا حٌر .
36. إن فات الفوت .
37. زينة الحياة .
38. عائلة بالألون  (عمل لم يصور الى الآن)